# Monday Michiru
Monday Mariano (bekannt unter dem Künstlernamen Monday Michiru (jap. Monday 満ちる), selten auch als Michiru Akiyoshi (秋吉 満ちる, Akiyoshi Michiru); * 19. August 1963 in Tokio, Japan) ist eine japanisch-US-amerikanische Sängerin, Songwriterin und Schauspielerin. Ihre Musik umfasst ein weites Spektrum an Stilrichtungen wie Jazz, Funk, Dance, Pop und Soul. Sie gilt als einer der Vorreiter im Bereich der Acid-Jazz-Bewegung im Japan der frühen 1990er Jahre, wenngleich sie in ihrer Musik einen eigenen Stil entwickelt hat.

## Leben und Werdegang
Geboren wurde Monday in Tokio als Tochter der Jazz-Pianistin Toshiko Akiyoshi und des Jazz-Saxophonisten Charlie Mariano, deren Ehe später geschieden wurde. Sie interessierte sich schon früh für Musik. Im Alter von acht Jahren begann sie Modern Dance und Ballett zu lernen, außerdem spielte sie acht Jahre lang Flöte. Während sie die Interlochen Arts Academy besuchte, entdeckte sie ihre Leidenschaft für den Gesang. Ihr Debüt als Sängerin hatte sie als Dreizehnjährige in einer kurzen Sequenz auf Toshiko Akiyoshis Album Insights.
1987 hatte sie die Hauptrolle in dem japanischen Film Hikaru Onna (in dessen Abspann sie als Michiru Akiyoshi aufgeführt ist). Mondays unbeabsichtigte Schauspielkarriere entwickelte sich erst richtig, als sie den Kinema-Jumpō-Preis und den Japanese Academy Award als Beste Nachwuchsschauspielerin erhielt und ebenso auf dem Yokohama Film Festival ausgezeichnet wurde. Auf Grund dieser Erfolge erlangte sie Bekanntheit und war häufiger in Werbespots und auch allgemein im Fernsehen zu sehen.
1991 konzentrierte sie sich wieder stärker auf die Musik und veröffentlichte ihr Debütalbum Mangetsu. Neben ihrer Arbeit als Solokünstlerin wirkte sie auch bei Werken vieler anderer Musikern mit, zum Beispiel bei Basement Jaxx, Mondo Grosso und DJ Krush.
Auf ihr Debüt folgten zwölf weitere Alben, viele Kompilationen, Remix-Alben und diverse Singles.
Monday wurde 2015 von ihrem Ehemann, dem Jazztrompeter Alex Sipiagin geschieden und lebt zurzeit mit ihrem Sohn Nikita bei New York (USA).

## Diskografie

### Studioalben
- Mangetsu (1991)
- Maiden Japan (1994)
- Groovement (1994)
- Adoption Agency (1995)
- Jazz Brat (1995)
- Delicious Poison (1996)
- Look Into the Past (To See the Future) (1997)
- Mermaid (1998) [Mini-Album]
- Double Image (1998)
- Optimista (1999)
- Episodes In Color (2002)
- Look Into the Past (To See the Future) Part 2 (2002)
- 4 Seasons (2000)
- Moods (2003)
- Naked Breath (2004)
- Routes (2005)
- Alternate Routes (2007)
- My Ever Changing Moods (2007)
- Nexus (2008)
- Don’t Disturb This Groove (2011)
- Soulception (2012)
- Brasilified (2013)
- Jazz Conversations (2015)

### Kompilationen und Remixalben
- Groovement (1994)
- Double Groovement (1994)
- Adoption Agency (1996)
- Look into the Past (To See the Future) ’91-’97 (1996)
- Delicious Poison (1996)
- Premiumix (1999)
- Selections 1997-2000 (2001)
- Recollections 1997-2000 (2001)
- Look Into the Past (To See the Future) 2 (2002)
- Free Soul Collection (2005)

### EPs
- Naked With You (1992)
- Sunshine After the Rain (1995)
- Broken Tears (1995)
- You Make Me (1998)
- Yellow Bird (1999)
- Premiumix (1999)
- Play It By Ear (1999)
- Tomorrow's Sunrise (1999)
- New Beginnings (2000)
- Chasing After the Sun (2000)
- Fallin (2000)
- Introspection (2000)

### Singles
- Higher (1999)